# ゲティスバーグ (ミサイル巡洋艦)
ゲティスバーグ(USS Gettysburg, CG-64)は、アメリカ海軍のミサイル巡洋艦。タイコンデロガ級ミサイル巡洋艦の18番艦。艦名は南北戦争におけるゲティスバーグの戦いに因む。

## 艦歴
ゲティスバーグはフロリダ州メイポートを母港として活動している。
2009年5月14日、ソマリア沖アデン湾にてエジプト籍船から救難信号を受け、大韓民国海軍「DDH-976 文武大王」と共に艦載ヘリコプターを急行させ、海賊船を発見しアメリカ軍が乗り込み海賊17名を拘束した。
2024年12月21日、紅海を航行中に空母ハリー・S・トルーマン所属のF/A-18戦闘機を誤って撃墜した。パイロット2人は緊急脱出したが、1人が軽傷を負った。